# Morgedal
Morgedal es una parte del municipio de Kviteseid en la provincia noruega de Telemark. Es conocida como la Cuna del esquí.
Sus residentes más famosos fueron Sondre Nordheim y los hermanos Torjus y Mikkjel Hemmestveit. Nordheim es conocido por ser el padre del esquí moderno. Los hermanos Hemmestveit crearon la primera escuela de esquí del mundo en Christiania (actual Oslo) en 1881 antes de emigrar a los Estados Unidos a fines del siglo XIX.
Las Llamas Olímpicas para los Juegos Olímpicos de Invierno de 1952 en Oslo y los Juegos Olímpicos de Invierno de 1960 en Squaw Valley, así como la llama utilizada en la ruta nacional de la Antorcha Olímpica para los Juegos Olímpicos de Invierno de 1994 en Lillehammer (que más tarde se utilizó como llama para los Juegos Paralímpicos de Invierno de 1994) fueron encendidas en el lugar donde vivió Sondre Norheim.